# Х'юмаліт
Х'юмалі́т — мінерал, водний ванадат натрію і магнію.
За назвою аргентинського родовища Уемуль (ісп. Huemul), де він був відкритий.

## Опис
Хімічна формула: Na4Mg[V10O28].24H2O.
Містить (%): Na2O — 8,23; MgO — 2,68; V2O5 — 60,40; H2O — 28,69.
Сингонія триклінна. Пінакоїдальний вид. Форми виділення: таблитчасті кристали, тонкі кірки, округлі гроноподібні виділення, дрібно-волокнисті нальоти. Спайність по (001) досконала, добра по (010). Густина 2,39. Твердість 2,5—3,0. Крихкий. Колір жовто-помаранчевий. Риска жовта. Блиск матовий. Легко розчиняється у воді.
Супутні мінерали: гамерит, росит, тенандит, гіпс, епсоміт.

## Поширення
Знайдений у тріщинах пісковиків та на стінках гірничих виробок уранових родовищ Уемуль, Агуа-Бадата і Агуа-Бадата-Сур (пров. Мендоса, Аргентина).